# Joel Madden
Pour les articles homonymes, voir Madden.
Joel Madden, né le 11 mars 1979 à Waldorf, dans le Maryland, est le chanteur du groupe de pop punk américain Good Charlotte, qu'il a fondé avec son frère jumeau Benji Madden.

## Biographie

### Famille
Joel Madden naît le 11 mars 1979 à Waldorf, Maryland, de Robin Madden et Roger Combs. Il a un frère aîné, Joshua, une sœur cadette, Sarah, ainsi qu'un frère jumeau, Benjamin, dit Benji. Son adolescence est marquée par le départ de son père et les épreuves douloureuses auxquelles sa famille se voit ensuite confrontée. Les jumeaux évoqueront dans de multiples chansons la souffrance de l'abandon et la colère qu'ils éprouvent envers leur père. Mi-2008, cependant, Joel Madden a repris contact avec celui-ci.
Né Combs, Joel adopte le nom de sa famille de sa mère après le divorce de ses parents, tout comme ses frères et sa sœur.

### Formation de Good Charlotte
À l'adolescence, Joel et Benji Madden se passionnent pour la musique. Dans les années 1990, lors d'un concert des Beastie Boys, c'est le déclic pour les jumeaux : quelques mois plus tard, ils décident de former leur propre groupe. Bien qu'il n'ait jamais pris de cours de chant, Joel se lance comme chanteur ; Benji, moins à l'aise vocalement, se familiarise rapidement avec la guitare, grâce à Paul Thomas, qui les rejoint peu après en tant que bassiste. Par la suite, Aaron Escolopio et Billy Martin intègrent le groupe.
Sous le nom de Good Charlotte, ils deviennent l'un des groupes de référence de la scène musicale rock des années 2000. Ils se font peu à peu connaître du grand public et remportent de plus en plus de succès. 

## Vie personnelle

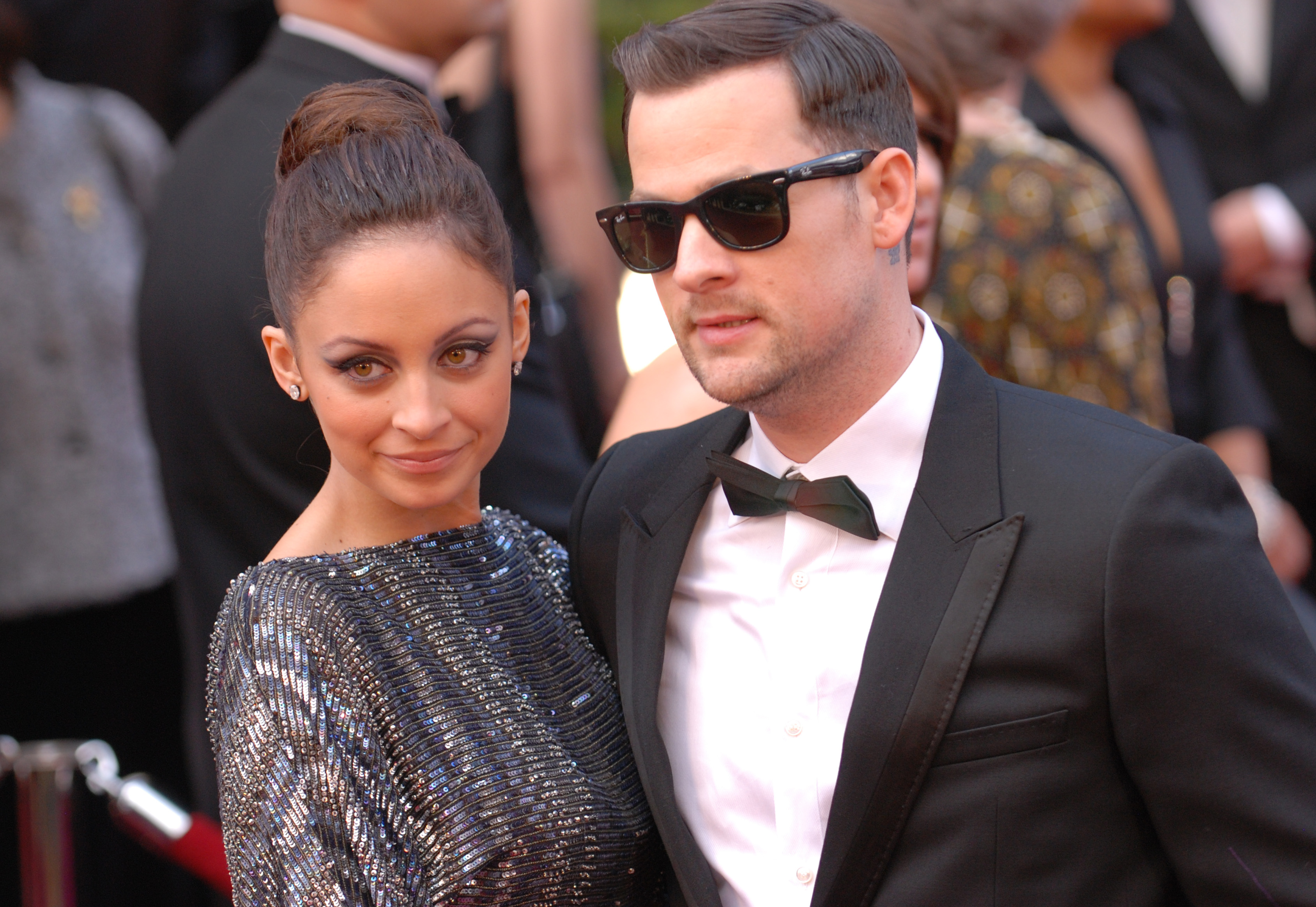
Joel Madden et son épouse Nicole Richie en mars 2010.

De 2004 à 2006, Joel Madden a fréquenté l'actrice et chanteuse Hilary Duff.
Depuis 2007, il est en couple avec l'actrice Nicole Richie. Le couple a deux enfants : une fille prénommée Harlow Winter Kate, née le 11 janvier 2008, et un garçon prénommé Sparrow James Midnight, né le 9 septembre 2009. Madden et Richie annoncent leurs fiançailles en février 2010 et se marient le 11 décembre de la même année, dans la propriété de Lionel Richie, le père de Nicole.

## Discographie

### Avec Good Charlotte
- 2000 : Good Charlotte
- 2002 : The Young and the Hopeless
- 2004 : The Chronicles of Life and Death
- 2004:Live at Brixton Academy (album de Good Charlotte)
- 2007 : Good Morning Revival
- 2008 : Greatest Remixes
- 2010 : Greatest Hits
- 2010 : Cardiology
- 2016 : Youth Authority
- 2018 : Generation Rx

### Avec The Madden Brothers
- 2011 : Before – Volume One
- 2014 : Greetings from California